# Відносність одночасності

Подія B одночасна з A в зеленій системі відліку, але вона відбулася раніше в синій системі відліку і відбудеться пізніше в червоній системі відліку.

Події A, B і C відбуваються в різному порядку залежно від руху спостерігача. Біла лінія являє собою площину одночасності, переміщувану з минулого в майбутнє.

У фізиці відносність одночасності — це поняття про те, що віддалена одночасність — чи відбуваються дві просторово розділені події в один і той же час — не абсолютна, а залежить від системи відліку спостерігача.

## Опис
Згідно зі спеціальною теорією відносності Ейнштейна, неможливо сказати в абсолютному сенсі, що дві різні події відбуваються одночасно, якщо ці події розділені в просторі. Якщо одна система відліку призначає один і той самий час двох подій, що відбуваються в різних точках простору, то система відліку, яка рухається відносно першої, призначає різні часи для цих двох подій (єдиний виняток — коли рух точно перпендикулярний до лінії, що з'єднує точки цих подій).
Наприклад, автокатастрофи в Лондоні і в Нью-Йорку, що є одночасними для спостерігача на Землі, відбудуться дещо в різний час для пасажира літака, що летить між Лондоном і Нью-Йорком. Крім того, якщо дві події не можуть бути причинно пов'язаними (тобто, час між подією в точці А й подією в точці В менший від часу, за який світло проходить відстань між А і В), то, залежно від стану руху, виявиться, що в одній системі відліку автокатастрофа в Лондоні сталася першою, а в іншій системі відліку першою сталася автокатастрофа в Нью-Йорку. Однак, якщо події причинно пов'язані (між ними пройшло більше часу, ніж час проходження світла між А і В), порядок подій зберігається у всіх системах відліку.

## Уявні експерименти
Відносність одночасності подій є ключовим ефектом СТВ, що виявляється, зокрема, в «парадоксі близнюків». Розглянемо декілька синхронізованих годинників, розташованих уздовж осі {\displaystyle \textstyle x} в кожній з систем відліку. В перетвореннях Лоренца передбачається, що в момент часу {\displaystyle \textstyle t'=t=0} початки систем відліку збігаються: {\displaystyle \textstyle x'=x=0}. Нижче зображена така синхронізація відліку часу (на «центральному» годиннику) з точки зору системи відліку {\displaystyle \textstyle S} (лівий рисунок) і з точки зору спостерігачів у {\displaystyle \textstyle S'} (правий малюнок):
Припустимо, що поряд з кожним годинником в обох системах відліку перебувають спостерігачі. Поклавши в перетвореннях Лоренца {\displaystyle \textstyle t'=0}, отримуємо {\displaystyle \textstyle t=vx/c^{2}}. Це означає, що спостерігачі в системі {\displaystyle \textstyle S'}, одночасно зі збігом часу на центральному годиннику, реєструють різні покази на годиннику в системі {\displaystyle \textstyle S}. Для спостерігачів, розташованих праворуч від точки {\displaystyle \textstyle x=0}з координатами {\displaystyle \textstyle x>0}, в момент часу {\displaystyle \textstyle t'=0} годинник нерухомої системи відліку показують «майбутній» час: {\displaystyle \textstyle t=vx/c^{2}>0}. Спостерігачі {\displaystyle \textstyle S'}, розташовані зліва від {\displaystyle \textstyle x=0}, навпаки, фіксують «минулий» час годинника {\displaystyle \textstyle S}: {\displaystyle \textstyle t<0}. На малюнках вище положення стрілок символізує подібну різницю показів годинників двох систем відліку.

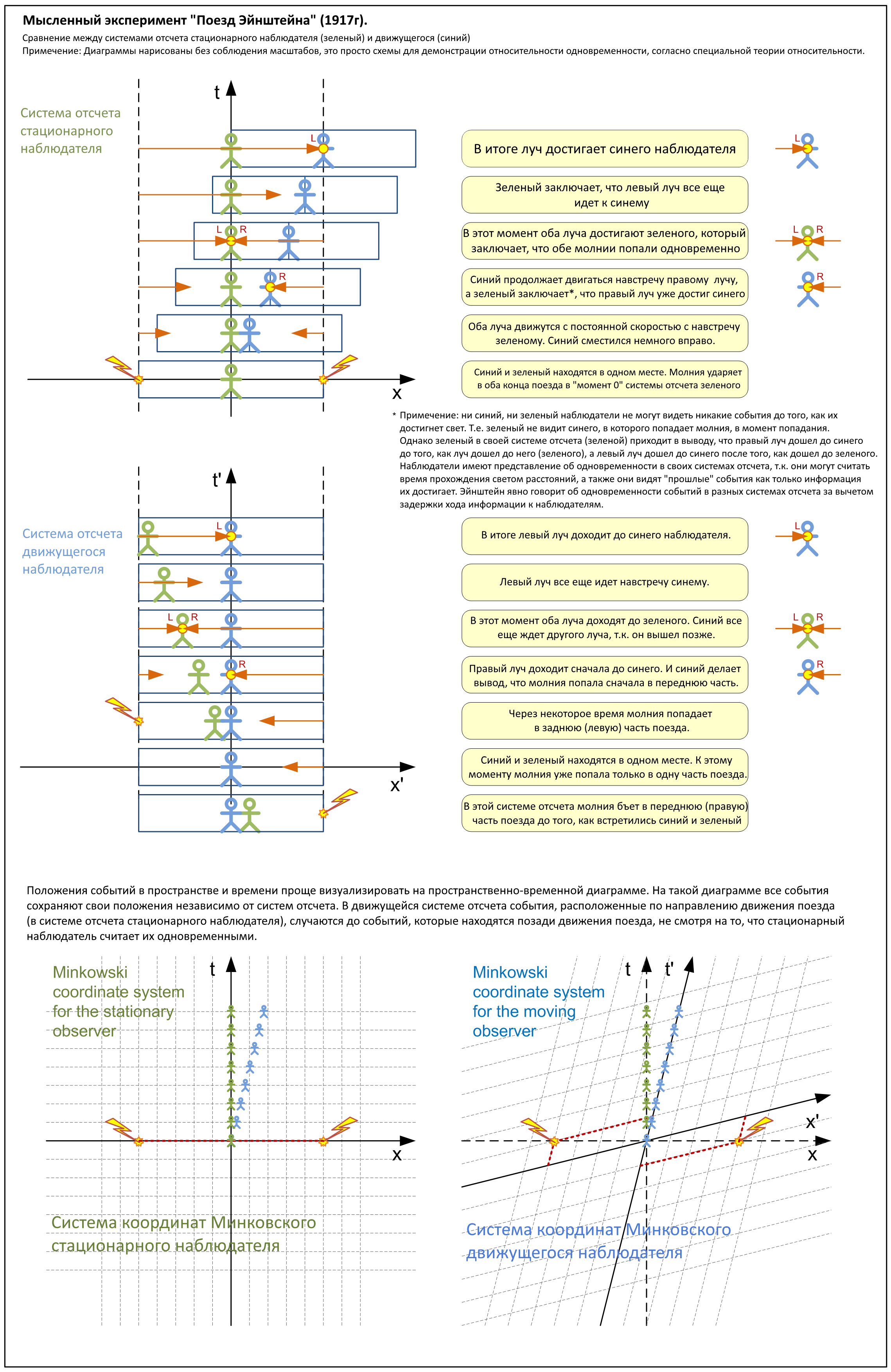
Ейнштейн уявляв собі нерухомого спостерігача, який був свідком двох блискавок, що одночасно потрапляють в обидва кінці потяга. Він прийшов до висновку, що спостерігач, який стоїть на поїзді, побачить, що блискавки потрапляють в різний час.

Єдину «сучасність», тобто годинники, що йдуть синхронно в різних точках простору, можна ввести тільки в рамках конкретної інерційної системи відліку. Однак, цього не можна зробити одночасно для двох різних систем відліку.

Рухома відносно нерухомих спостерігачів система з їх точки зору містить розсинхронізований у напрямку руху годинник, своєрідне неперервне об'єднання «минулого», «сучасного» і «майбутнього».

Ефекти уповільнення часу і відносності одночасності тісно пов'язані один з одним і однаково необхідні для розрахунку ситуації, описаної в «парадоксі» близнюків.

### Поїзд Ейнштейна
Варіант експерименту Ейнштейна припускав, що один спостерігач сидить в середині рухомого вагона, а інший стоїть на платформі, в момент, коли поїзд проходить повз. В поїзд одночасно потрапляє дві блискавки в різні кінці вагона (одна в передню частину, одна в задню частину). В інерціальній системі спостерігача, що стоїть, є три події, які просторово розділені, але одночасні: нерухомий спостерігач, обернений до рухомого спостерігача (тобто, до центра поїзда), блискавка, що б'є в передню частину вагона і блискавка, що вражає задню частину вагона.
Оскільки події розташовані вздовж осі руху потяга, їх часові координати проєктуються в різні часові координати в інерціальній системі потяга. Події, які відбувалися в просторових координатах у напрямі руху поїзда, відбуваються раніше, ніж події в координатах, протилежних напрямку руху потяга. В інерційній системі відліку потяга це означає, що блискавка вдарить перед вагоном до того, як обидва спостерігачі зустрінуться лицем один до одного.

### Поїзд і платформа

Експеримент поїзд і платформи з системи відліку спостерігача в поїзді

Система відліку спостерігача, що стоїть на платформі (без урахування скорочення довжини)

Популярна картина для розуміння цієї ідеї забезпечується уявним експериментом, подібним до запропонованого Комстоком 1910 року і Ейнштейном 1917 року. Він також складається з одного спостерігача посередині швидкісного вагона та іншого спостерігача, що стоїть на платформі, коли поїзд рухається повз.
Спалах світла випромінюється в центрі вагона в момент, коли два спостерігачі виявляються навпроти один одного. Для спостерігача, що сидить у поїзді, передня і задня частина вагона розташовані на фіксованих відстанях від джерела світла і виходить, на думку цього спостерігача, світло досягне передньої і задньої частин вагону одночасно.
З іншого боку, для спостерігача, що стоїть на платформі, задня частина вагона наближається до точки, в якій стався спалах, а передня частина вагона віддаляється від неї. Оскільки швидкість світла скінченна й однакова у всіх напрямках для всіх спостерігачів, світлу, що рухається до задньої частини поїзда, потрібно подолати меншу відстань, ніж світлу, що рухається до передньої частини вагона. Таким чином, спалахи світла досягнуть кінців вагона в різний час.

#### Просторово-часові діаграми

Просторово-часова діаграма в системі відліку спостерігача в поїзді

Та ж діаграма в системі відліку спостерігача, який бачить потяг, що рухається вправо

Може бути корисно візуалізувати цю ситуацію, використовуючи просторово-часові діаграми. Для даного спостерігача вісь t визначається як точка, продовжена вертикально в часі від початку просторової координати x. Вісь x визначається як сукупність всіх точок простору в момент часу t=0 і продовжена горизонтально. Твердження про те, що швидкість світла однакова для всіх спостерігачів, відображається шляхом малювання світлового променя як лінії під кутом 45°, незалежно від швидкості джерела відносно спостерігача.
На першій діаграмі обидва кінці потяга зображені сірими лініями. Оскільки кінці поїзда нерухомі відносно спостерігача в поїзді, ці лінії є строго вертикальними лініями, що показують їх рух у часі, але не в просторі. Спалах світла показаний у вигляді червоних ліній під кутом 45°. Точки, в яких ці два світлові спалахи потрапляють у кінці потяга, розташовані на діаграмі на одному рівні. Це означає, що події одночасні.
На другій діаграмі обидва кінці потяга, що рухається вправо, показано паралельними лініями. Спалах світла відбувається в точці рівно на півдорозі між двома кінцями поїзда і знову утворює дві лінії під кутом 45°, що виражають сталість швидкості світла. Однак на цій картині точки, на яких спалахи світла потрапляють у кінці поїзда, розташовані не на одному рівні; ці події не одночасні.

## Перетворення Лоренца
Відносність одночасності можна продемонструвати за допомогою перетворень Лоренца, які пов'язують координати, використовувані одним спостерігачем, з координатами, використовуваними іншим спостерігачем, що рівномірно рухається відносно першого.
Припустимо, що перший спостерігач використовує координати, позначені t, x,y, z, а другий спостерігач використовує координати, позначені t',x',y',z'. Припустимо також, що перший спостерігач бачить, що другий рухається у напрямку x зі швидкістю v. І припустимо, що координатні осі спостерігачів паралельні і що вони мають спільний початок координат. Тоді перетворення Лоренца виражає взаємозв'язок координат:
{\displaystyle t'={\frac {t-{v\,x/c^{2}}}{\sqrt {1-v^{2}/c^{2}}}}\ ,}
{\displaystyle x'={\frac {x-v\,t}{\sqrt {1-v^{2}/c^{2}}}}\ ,}
{\displaystyle y'=y\ ,}
{\displaystyle z'=z\ ,}
де c — швидкість світла. Якщо дві події відбуваються одночасно в системі відліку першого спостерігача, вони будуть мати однакові значення координати t. Однак, якщо вони мають різні значення координати x (різні позиції в напрямку x), то вони будуть мати різні значення координати t, і тому в цій системі відліку вони відбуватимуться в різний час. Параметр, який враховує порушення абсолютної одночасності — це vx/c2.

Просторово-часова діаграма, що показує множину точок, що розглядаються як одночасні нерухомим спостерігачем (горизонтальна пунктирна лінія) і множина точок, що розглядаються як одночасні спостерігачем, що рухається при v = 0,5c (пунктирна лінія)

Рівняння t' = constant визначає «лінію одночасності» в системі координат (x', t') для другого (рухомого) спостерігача, так само як рівняння t = constant визначає «лінію одночасності» для першого (нерухомого) спостерігача в системі координат (x, t). З наведених вище рівнянь перетворення Лоренца видно, що t'  є постійним тоді і тільки тоді, коли t — vx/c2 = constant. Таким чином, множина точок з постійним t, відрізняється від множини точок з постійним t'. Тобто набір подій, які розглядаються як одночасні, залежить від системи відліку, що використовується для їх порівняння.
Графічно це можна подати на просторово-часовій діаграмі тим фактом, що графік множини точок, що розглядаються як одночасні, утворює лінію, яка залежить від спостерігача. У просторово-часовій діаграмі пунктирна лінія являє собою набір точок, які вважаються одночасними з початком координат, спостерігачем, що рухається зі швидкістю v, рівною чверті швидкості світла. Горизонтальна пунктирна лінія являє собою набір точок, що розглядаються як одночасні з початком координат нерухомого спостерігача. Ця діаграма малюється з використанням координат нерухомого спостерігача (x, t) і відмасштабована так, що швидкість світла дорівнює одиниці, тобто промінь світла буде поданий лінією під кутом 45° до осі x. З нашого попереднього аналізу, вважаючи, що v = 0,25 і c = 1, рівняння пунктирної лінії одночасності є t — 0.25x = 0, а при v = 0, рівняння пунктирної лінії одночасності є t = 0.
В загальному випадку другий спостерігач простежує світову лінію в просторі-часі першого спостерігача, яка описується як t = x/v, і набір одночасних подій для другого спостерігача (в початку координат) описується лінією t = vx. Зверніть увагу на обернене відношення кутових коефіцієнтів світової лінії і одночасних подій у відповідності з принципом гіперболічної ортогональності.

## Прискорювані спостерігачі

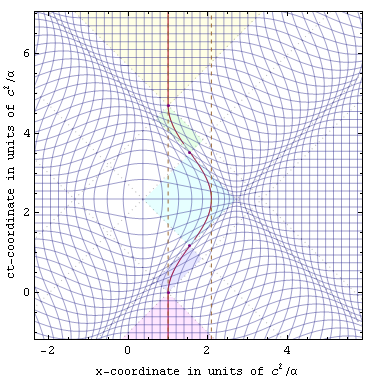
Ізоконтури радарного часу.

В наведеному вище обчисленні перетворень Лоренца використовується визначення розширеної одночасності (тобто, коли і де відбуваються події, в яких ви не брали участь), яке можна назвати як супутнє або «стосовне до вільної системі відліку». Це визначення природно екстраполюється на події в гравітаційно-викривленому просторі-часі і на прискорених спостерігачів за допомогою використання радарного часу/відстані, який (на відміну від визначення стосовного до вільної системи відліку для прискорених систем) присвоює унікальний час і становище будь-якій події.
Визначення розширеної одночасності через радарний час додатково полегшує візуалізацію того, як прискорення викривляє простір-час для мандрівників за відсутності будь-яких гравітуючих об'єктів. Це проілюстровано на малюнку праворуч, де показано ізоконтури радарного часу/місця подій у плоскому просторі-часі, за уявленням мандрівника (червона траєкторія), що рухається з прискоренням. Однією з особливістей цього підходу є те, що час і місце віддалених подій не визначені повністю доти, поки світло від такої події не досягне нашого мандрівника.